# 상하이 교외철도 공항 링크선
상하이 철도교통 시역 공항연락선(중국어: 上海市域铁路机场联络线)은 훙차오 교통 허브와 푸둥 국제공항을 연결하는 급행철도이다. 지하철 2호선에 비해 공항 링크선의 총 소요시간은 40분으로 단축된다.

## 연혁
- 2024년 12월 27일 - 훙차오 공항 2터미널 역 ~ 푸둥 공항 1,2터미널 역 구간 개통

## 역 목록
|                     |                    |                               |                                                                                 |  |  |          |  |  |  |  |  |
| 훙차오 공항 2터미널 | 虹桥2号航站楼      | Hongqiao Airport Terminal 2   | ■ 2호선 ■ 10호선 ■ 자민선 (공사중) ■ 시범지역선 (공사중) SHA T2 상하이 훙차오역 |  |  | 민항구   |  |  |  |  |  |
| 중춘루              | 中春路             | Zhongchun Road                | ■ 9호선                                                                         |  |  | 민항구   |  |  |  |  |  |
| 징훙 로             | 景洪路             | Jinghong Road                 | ■ 15호선 ■ 19호선 (공사중)                                                      |  |  | 민항구   |  |  |  |  |  |
| 산린난              | 三林南             | South Sanlin                  | ■ 19호선 (공사중)                                                               |  |  | 푸동신구 |  |  |  |  |  |
| 캉차오동            | 康桥东             | East Kangqiao                 | ■ 21호선 (공사중)                                                               |  |  | 푸동신구 |  |  |  |  |  |
| 상하이 국제 리조트  | 上海国际旅游度假区 | Shanghai International Resort |                                                                                 |  |  | 푸동신구 |  |  |  |  |  |
| 푸둥 공항 1,2터미널 | 浦东1号2号航站楼   | Pudong Airport Terminal 1&2   | ■ 2호선 ■ 자기부상 PVG T1, T2                                                   |  |  | 푸동신구 |  |  |  |  |  |
|                     |                    |                               |                                                                                 |  |  |          |  |  |  |  |  |

## 같이 보기
- 상하이 지하철